# 233661 Alytus
233661 Alytus este un asteroid din centura principală de asteroizi.

## Descriere
233661 Alytus este un asteroid din centura principală de asteroizi. A fost descoperit pe 31 august 2008 la Moletai de Kazimieras Černis și Edvardas Černis. Asteroidul prezintă o orbită caracterizată de o semiaxă mare de 2,35 ua, o excentricitate de 0,06 și o înclinație de 3,8° în raport cu ecliptica.